# Exocetídeos

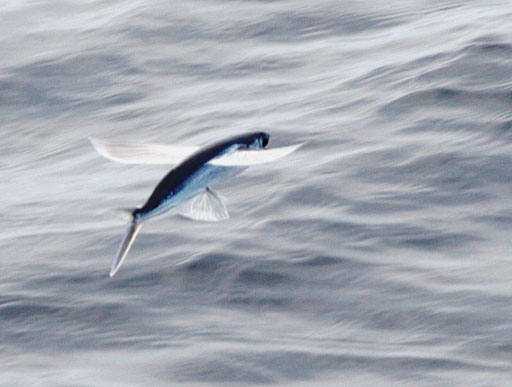
Cheilopogon melanurus.

Exocetídeos (nome científico: Exocoetidae) é uma família de peixes marinhos, conhecidos pelo nome comum de peixes-voadores, que agrupa cerca de 70 espécies repartidas por 7 géneros. A família tem distribuição natural nas águas quentes das regiões tropicais e subtropicais de todos os oceanos, tendo maior diversidade no Pacífico e no Índico.

## Anatomia
A característica mais surpreendente dos peixes pertencentes a esta família é o tamanho das suas barbatanas peitorais, inusitadamente grandes, que permitem que estes peixes descolem da superfície das águas e percorram em voo planado distâncias superiores a 50 metros. Em algumas espécies as barbatanas pélvicas também são inusitadamente grandes, fazendo parecer que o peixe tem quatro asas, como a espécie Cheilopogon exsiliens.
Ao contrário das espécies sul-americanas de peixes da família Gasteropelecidae, os peixes-voadores não podem utilizar as barbatanas como asas que possam bater e produzir um voo activo, como acontece nas aves. As barbatanas formam estruturas que se mantêm essencialmente imóveis, funcionando como as asas de um planador, pelo que o arranque do voo, a descolagem, é feito integralmente com o peixe nadando paralelamente à superfície, iniciando a fase aérea com um salto que catapulta o animal para fora da água. Após o salto inicia-se a fase de voo planado sobre a superfície.
As trajectórias de voo mais longas ocorrem quando o peixe plana baixo, seguindo uma trajectória sensivelmente paralela à superfície: com uma altura de 1,5 m acima da superfície, um peixe que plane por 30 segundos pode percorrer através do ar distâncias de até 400 m. Os mecanismos de controlo aerodinâmico fundam-se nas mesmas adaptações que estão presentes nas asas das aves. Os peixes-voadores alcançam velocidades no ar de 50 a 60 km/h, raramente até 70 km/h, semelhantes às de um cavalo a galope. Estas distâncias e velocidades são possíveis graças ao rápido bater das barbatanas (umas 50 vezes por segundo) antes da saída da água. A maior duração de voo registada foi de 45 segundos. Tendo em conta que a maioria destas espécies medem apenas cerca de 30 cm quando adultos, esta capacidade vai muito além de simples saltos fora da água.
A vantagem final deste mecanismo é uma possibilidade acrescida de escapar ante predadores.
Os olhos destas espécies são mais planos que os olhos dos outros peixes, uma adaptação à menor refracção do ar, permitindo assim que vejam melhor fora de água.
As espécies pertencentes a esta família vivem próximo da superfície da água e alimentam-se de plâncton. Os seus ovos são utilizados para alimentação humana no Japão, especialmente para preparar sushi.

## Etimologia
O nome «Exocoetidae» funda a sua etimologia no griego εξω-κοιτος, exo-koitos, "jazer fora", no sentido de "dormir debaixo das estrelas", por não ser raro que peixes-voadores fiquem varados nas cobertas dos barcos ao saltarem para fora da água durante as noites.
A constelação Volans tem este nome em referência aos peixes-voadores. O nome de um dos géneros, Hirundichthys, significa "peixe-andorinha" em grego.

## Géneros
Estão aceites 7 géneros com 68 espécies validamente descritas, repartidos por 4 subfamílias. O género Oxyporhamphus, anteriormente considerado como um grupo basal de peixes-voadores, está actualmente classificado entre os Hemiramphidae, sendo que alguns estudos filogenéticos colocam as espécies daquele género no género Hemiramphus.

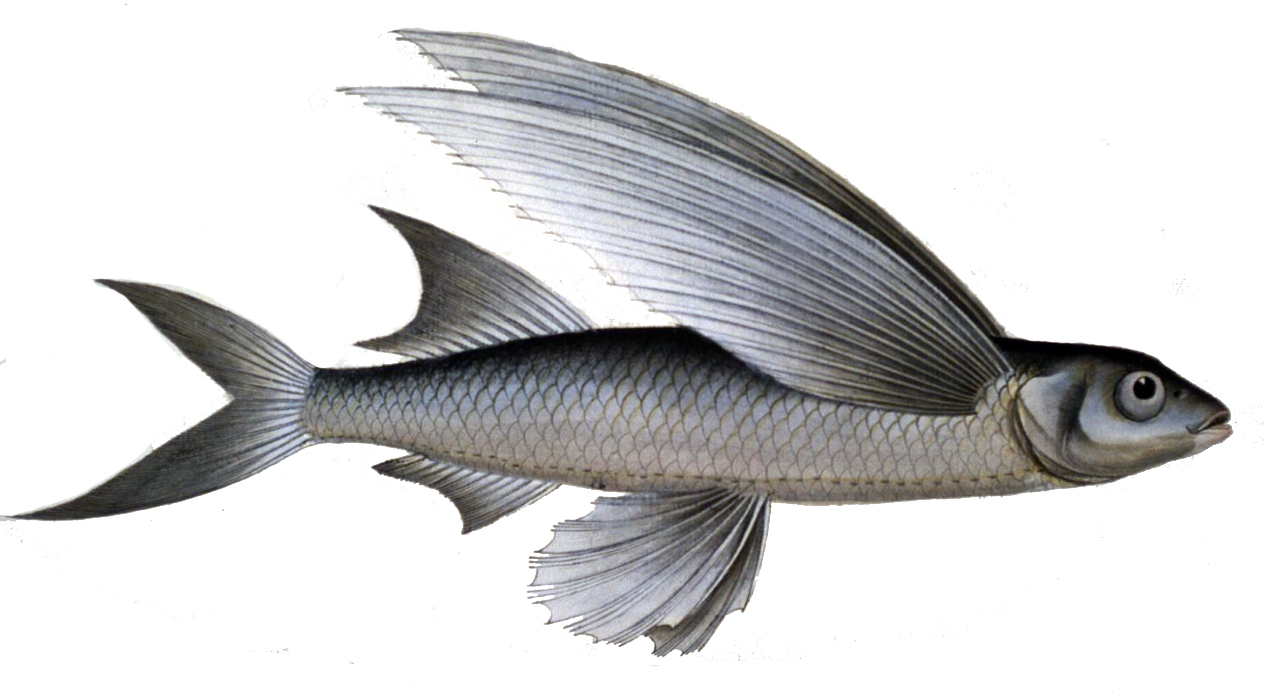
Parexocoetus hillianus

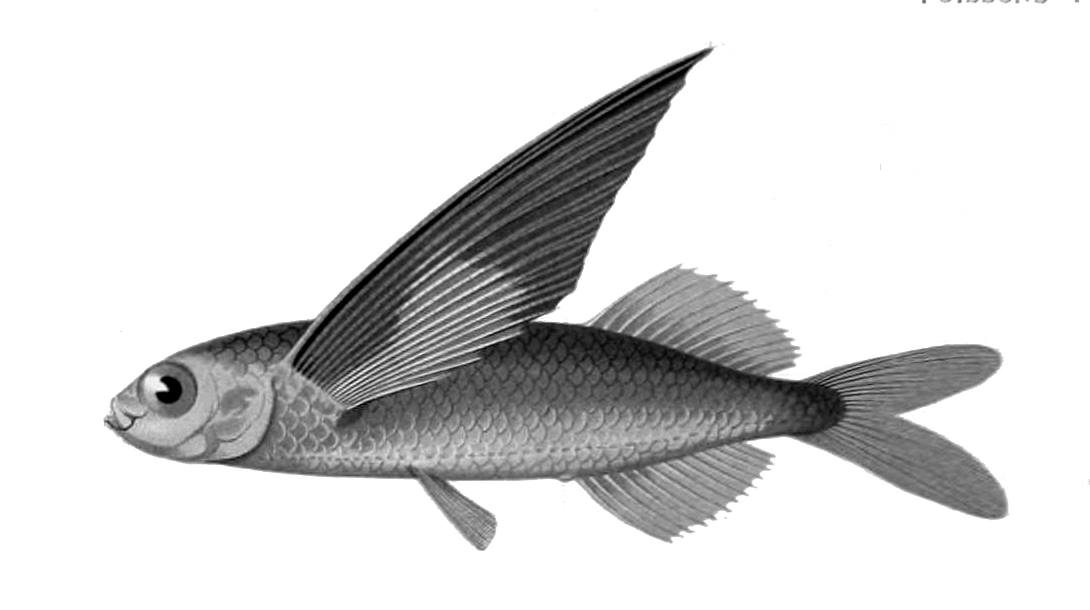
Exocoetus obtusirostris

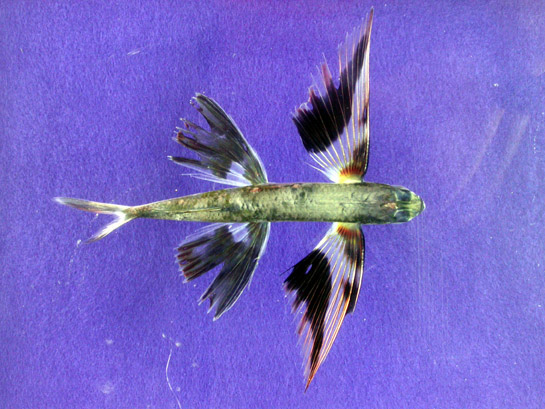
Cheilopogon exsiliens

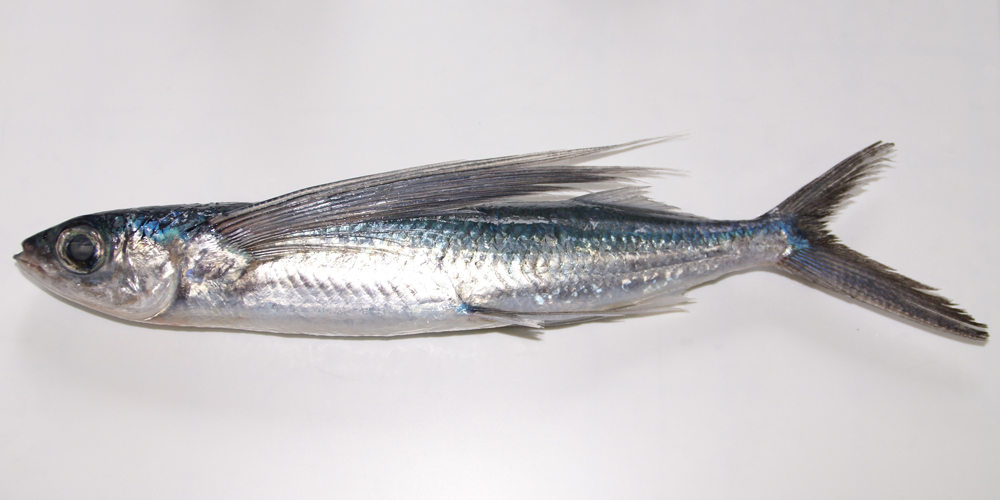
Cheilopogon pinnatibarbatus

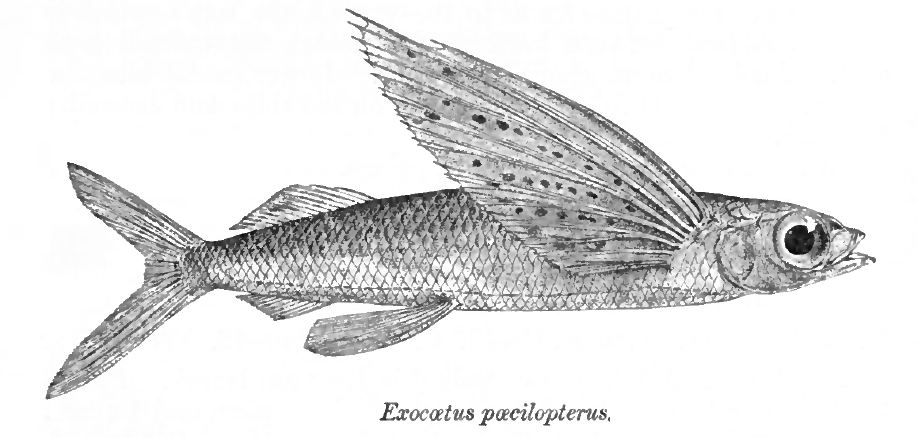
Cypselurus poecilopterus

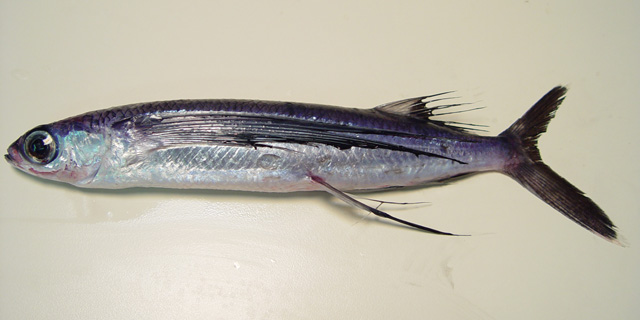
Hirundichthys rondeletii

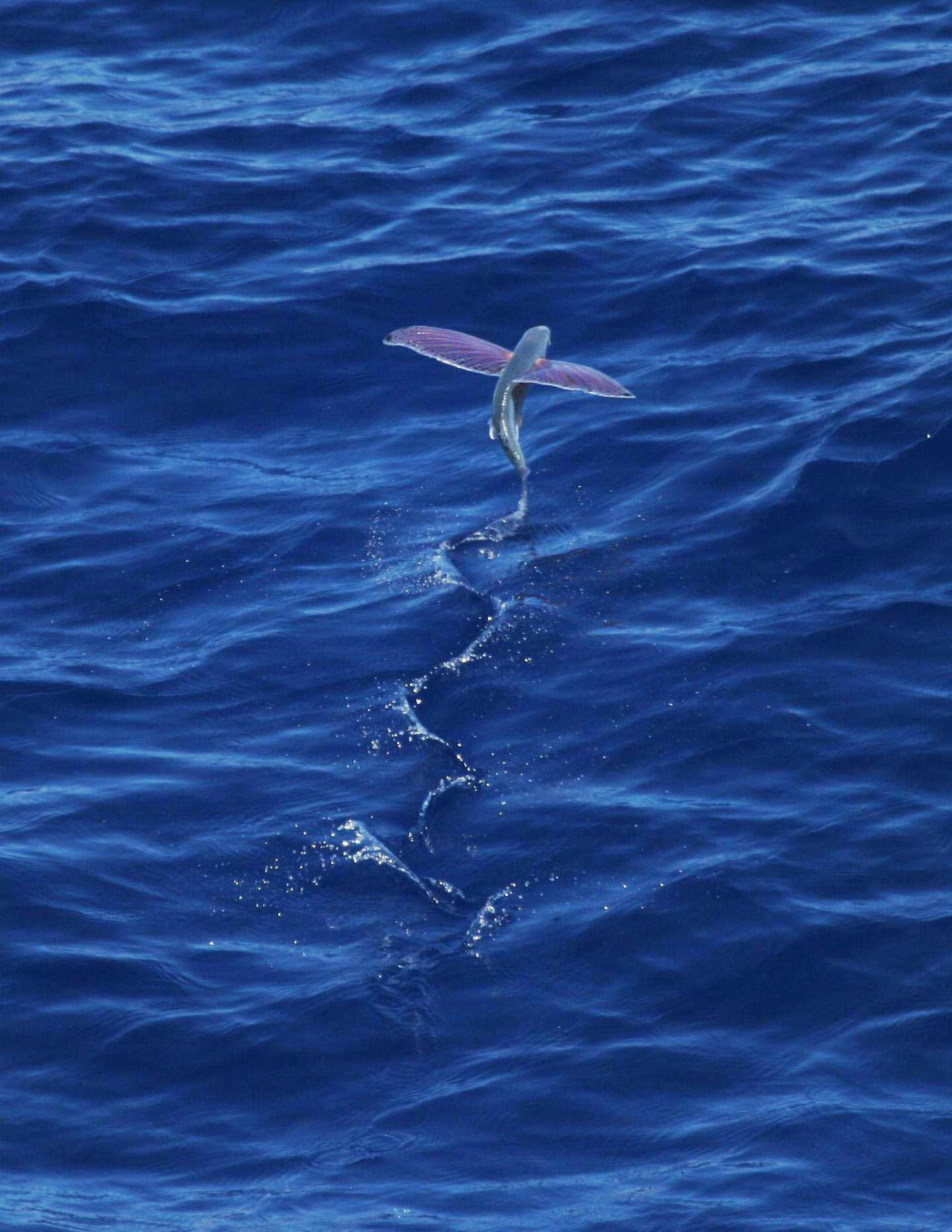
Peixe-voador pouco depois do início do voo planado.

- Subfamília Fodiatorinae, ovos com filamentos adesivos muito longos.
  - Género Fodiator Jordan & Meek, 1885
    - Fodiator acutus (Valenciennes, 1847)
    - Fodiator rostratus (Günther, 1866)
- Subfamília Parexocoetinae (havaiano mālolo)[8], ovos com filamentos adesivos.
  - Género Parexocoetus  Bleeker, 1866
    - Parexocoetus brachypterus (Richardson, 1846) 
    - Parexocoetus hillianus (Gosse, 1851)
    - Parexocoetus mento (Valenciennes in Cuvier & Valenciennes, 1847)
- Subfamília Exocoetinae, ovos sem filamentos adesivos.
  - Género Exocoetus Linnaeus, 1758
    - Exocoetus gibbosus Parin & Shakhovskoy, 2000
    - Exocoetus monocirrhus Richardson, 1846 
    - Exocoetus obtusirostris Günther, 1866
    - Exocoetus peruvianus Parin & Shakhovskoy, 2000
    - Exocoetus volitans Linnaeus, 1758
- Subfamília Cypselurinae; géneros com „quatro asas“, ovos com filamentos adesivos muito longos.
  - Género Cheilopogon  Lowe, 1841
    - Cheilopogon abei Parin, 1996
    - Cheilopogon agoo (Temminck & Schlegel, 1846)
    - Cheilopogon antoncichi (Woods & Schultz, 1953)
    - Cheilopogon arcticeps (Günther, 1866)
    - Cheilopogon atrisignis (Jenkins, 1903)
    - Cheilopogon cyanopterus (Valenciennes, 1847)
    - Cheilopogon doederleinii (Steindachner, 1887)
    - Cheilopogon dorsomacula (Fowler, 1944)
    - Cheilopogon exsiliens (Linnaeus, 1771)
    - Cheilopogon furcatus (Mitchill, 1815)
    - Cheilopogon heterurus (Rafinesque, 1810)
    - Cheilopogon hubbsi (Parin, 1961)
    - Cheilopogon intermedius Parin, 1961
    - Cheilopogon katoptron (Bleeker, 1866)
    - Cheilopogon melanurus (Valenciennes, 1847)
    - Cheilopogon milleri (Gibbs & Staiger, 1970)
    - Cheilopogon nigricans (Bennett, 1840)
    - Cheilopogon papilio (Clark, 1936)
    - Cheilopogon pinnatibarbatus (Bennett, 1831)
    - Cheilopogon pitcairnensis (Nichols & Breder, 1935)
    - Cheilopogon rapanouiensis Parin, 1961
    - Cheilopogon simus (Valenciennes, 1847)
    - Cheilopogon spilonotopterus (Bleeker, 1866)
    - Cheilopogon spilopterus (Valenciennes, 1847)
    - Cheilopogon suttoni (Whitley & Colefax, 1938)
    - Cheilopogon unicolor (Valenciennes, 1847)
    - Cheilopogon ventralis (Nichols & Breder, 1935)
    - Cheilopogon xenopterus (Gilbert, 1890)

  - Género Cypselurus Swainson, 1838
    - Cypselurus angusticeps Nichols & Breder, 1935
    - Cypselurus callopterus (Günther, 1866)
    - Cypselurus comatus (Mitchill, 1815)
    - Cypselurus hexazona (Bleeker, 1853)
    - Cypselurus hiraii Abe, 1953
    - Cypselurus naresii (Günther, 1889)
    - Cypselurus oligolepis (Bleeker, 1866)
    - Cypselurus opisthopus (Bleeker, 1866)
    - Cypselurus poecilopterus (Valenciennes, 1847)
    - Cypselurus starksi Abe, 1953

  - Género Hirundichthys Breder, 1928
    - Hirundichthys affinis (Günther, 1866)
    - Hirundichthys albimaculatus (Fowler, 1934)
    - Hirundichthys coromandelensis (Hornell, 1923)
    - Hirundichthys indicus Shakhovskoy & Parin, 2013
    - Hirundichthys marginatus (Nichols & Breder, 1928)
    - Hirundichthys oxycephalus (Bleeker, 1852)
    - Hirundichthys rondeletii (Valenciennes in Cuvier & Valenciennes, 1847)
    - Hirundichthys socotranus (Steindachner, 1902)
    - Hirundichthys speculiger (Valenciennes in Cuvier & Valenciennes, 1847)

  - Género Prognichthys Breder, 1928
    - Prognichthys brevipinnis (Valenciennes in Cuvier & Valenciennes, 1847)
    - Prognichthys gibbifrons (Valenciennes in Cuvier & Valenciennes, 1847)
    - Prognichthys glaphyrae Parin, 1999
    - Prognichthys occidentalis Parin, 1999
    - Prognichthys sealei Abe, 1955
    - Prognichthys tringa Breder, 1928